# مجمع اسلامی بانوان
مجمع اسلامی بانوان پس از کسب مجوز از وزارت کشور در ۶ دی ۱۳۷۷ اعلام موجودیت کرد. دبیر کلی این حزب از ابتدا تاکنون بر عهده فاطمه کروبی همسر مهدی کروبی بوده‌است. این تشکل پس از جدایی مهدی کروبی از مجمع روحانیون مبارز و ائتلاف دوم خرداد و تشکیل حزب اعتماد ملی، از احزاب اقماری حامی اعتماد ملی به‌شمار می‌رود.